# (4908) Ward
(4908) Ward ist ein Asteroid des Hauptgürtels, der am 17. September 1933 von dem belgischen Astronomen Fernand Rigaux in Ukkel entdeckt wurde.
Benannt ist der Asteroid nach Steven Ward, einem Elektrotechniker am Harvard-Smithsonian Center for Astrophysics.